# India a 2011-es úszó-világbajnokságon
India a 2011-es úszó-világbajnokságon öt úszóval vett részt.

## Hosszútávúszás
Men
| Versenyző     | Esemény                             | Döntő     | Döntő    |
| Versenyző     | Esemény                             | Idő       | Helyezés |
| ------------- | ----------------------------------- | --------- | -------- |
| Sufyan Shaikh | Férfi 10 kilométeres hosszútávúszás | OTL       | OTL      |
| Mandar Divase | Férfi 10 kilométeres hosszútávúszás | 2:12:15.8 | 54       |

## Úszás
Férfi
| Versenyző              | Esemény                        | Selejtező | Selejtező | Elődöntő          | Elődöntő          | Döntő             | Döntő             |
| Versenyző              | Esemény                        | Idő       | Helyezés  | Idő               | Helyezés          | Idő               | Helyezés          |
| ---------------------- | ------------------------------ | --------- | --------- | ----------------- | ----------------- | ----------------- | ----------------- |
| Virdhaval Vikram Khade | Férfi 50 méteres gyorsúszás    | 23.21     | 40        | Nem jutott tovább | Nem jutott tovább | Nem jutott tovább | Nem jutott tovább |
| Virdhaval Vikram Khade | Férfi 100 méteres gyorsúszás   | 50.34     | 41        | Nem jutott tovább | Nem jutott tovább | Nem jutott tovább | Nem jutott tovább |
| Virdhaval Vikram Khade | Férfi 50 méteres pillangóúszás | 24.65     | 32        | Nem jutott tovább | Nem jutott tovább | Nem jutott tovább | Nem jutott tovább |
| Ullalmath Gagan        | Férfi 800 méteres gyorsúszás   | 8:21.90   | 42        |                   |                   | Nem jutott tovább | Nem jutott tovább |
| Sandeep Sejwal         | Férfi 100 méteres mellúszás    | 1:02.62   | 49        | Nem jutott tovább | Nem jutott tovább | Nem jutott tovább | Nem jutott tovább |